# Basilica di Santa Maria (Danzica)
La basilica di Santa Maria (in polacco Bazylika Mariacka, in tedesco Marienkirche), o in esteso: basilica concattedrale dell'Assunzione della Beata Vergine Maria (in polacco Bazylika konkatedralna Wniebowzięcia Najświętszej Maryi Panny w Gdańsku) è una concattedrale della città polacca di Danzica. Con una lunghezza di 105,5 metri, una larghezza di 41 metri (navata) rispettivamente 66 metri (lunghezza del transetto), una altezza delle volte di 29 metri e un volume di pressappoco 190.000m³, è una delle più grandi chiese costruite di mattoni.

## Storia

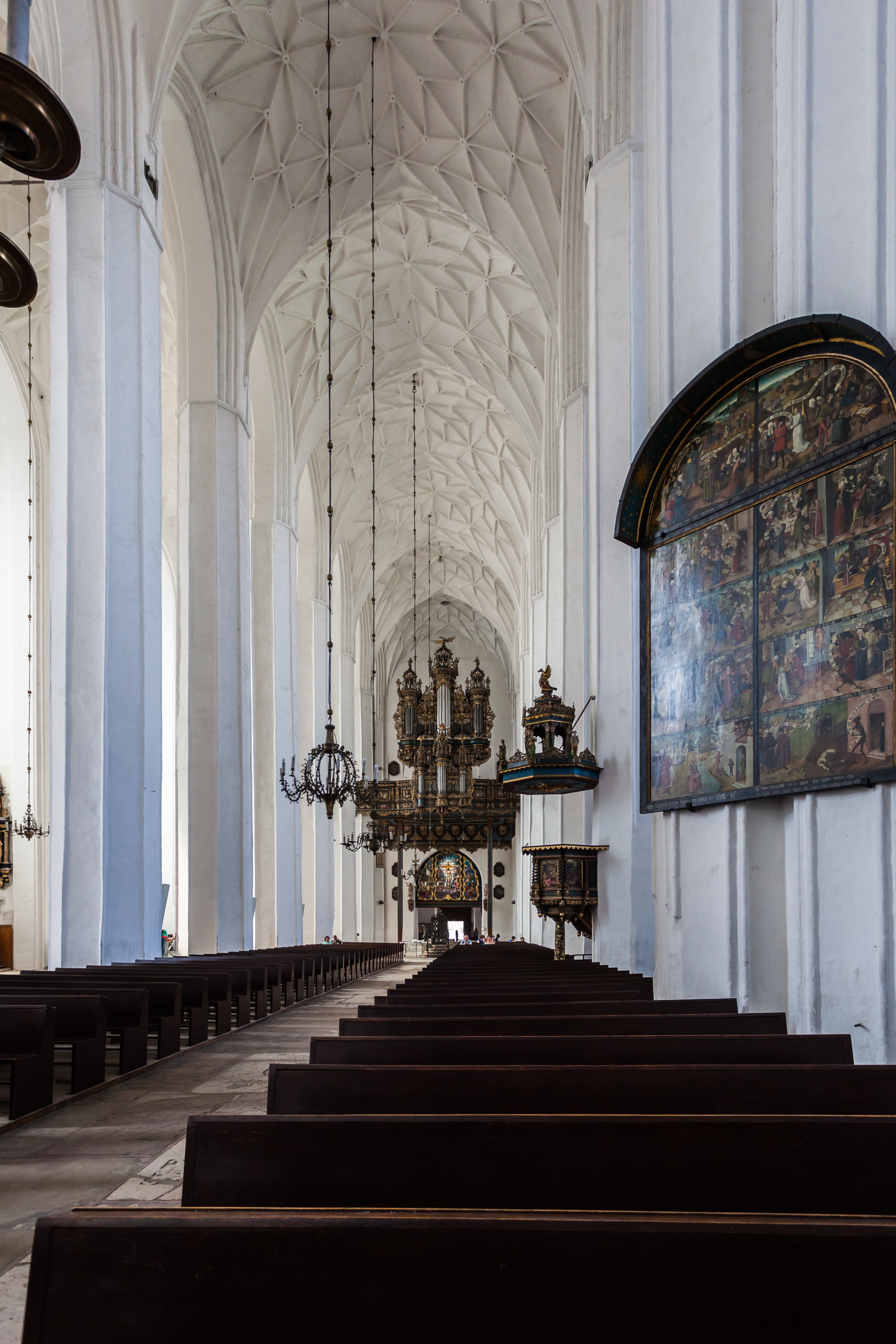
veduta dell'interno

La costruzione della chiesa ha avuto inizio nel 1343, in un momento di grande prosperità della città e fu completata nel 1502. Dopo la Riforma, la chiesa è stata utilizzata sia dai cattolici che dai protestanti, ma in seguito l'uso è stato riservato esclusivamente al culto luterano. Fino al 1945, la basilica di Santa Maria è stata la seconda chiesa protestante al mondo, dopo il Duomo di Ulma (180.000 m³). Dopo l'esodo dei tedeschi, l'edificio è stato consegnato ai cattolici polacchi che nel 1965 le diedero il titolo di basilica minore. Nel 1986 fu elevata a concattedrale della diocesi di Danzica, con cattedrale nell'antica abbazia di Oliva, che nel 1992 divenne l'arcidiocesi di Danzica.
La chiesa ha ospitato per diversi secoli il Giudizio Universale, il famoso trittico di Danzica del pittore Hans Memling. In origine era stato ordinato da Angelo Tani, direttore della filiale di Bruges del Banco Medici, per la Badia Fiesolana, ma nel 1473 il dipinto è stato sequestrato dal corsaro Paul Beneke della nave Peter von Danzig e fatto dono alla basilica di Santa Maria. Seguì un lungo periodo di complicazioni diplomatiche che andarono fino alla minaccia da parte del papa di usare l'interdetto su Danzica. Più tardi il trittico è stato sequestrato da Napoleone e portato a Parigi presso il Louvre fino al 1815. Dopo la seconda guerra mondiale, è stato appeso al Museo statale Ermitage di Leningrado. Dal 1956, è custodito al Museo nazionale di Danzica.
La chiesa subì consistenti danni durante la seconda guerra mondiale. Il quaranta per cento dei tesori artistici sono stati distrutti o danneggiati. Il tetto della chiesa è stato completamente ricostruito in cemento armato con una struttura in acciaio, una tecnica che ha ridotto il peso del tetto sull'edificio. La ricostruzione della chiesa fu completata nel 1956.

### Esterno

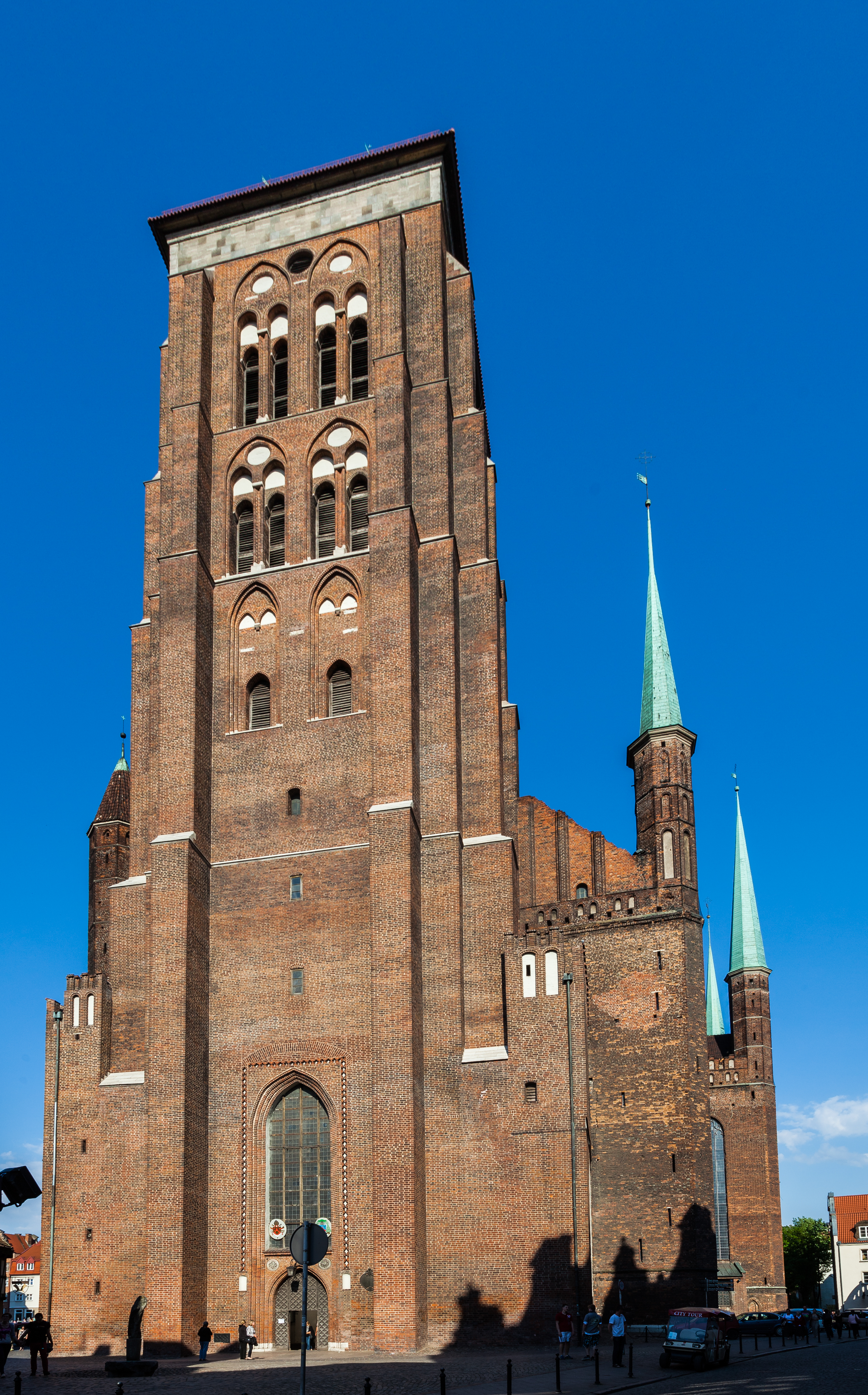
Vista esterna.